# Mitógeno
Los mitógenos son factores que actúan en el ciclo celular estimulando la división celular. Pueden estimular la proliferación de muchos tipos celulares (ej. PDGF, EGF) o ser específicos (ej. eritropoyetina).
Actúan estimulando la GTPasa Ras, que inicia la cascada de MAP quinasas. Estas activan la proteína reguladora génica Myc, que aumenta:
- las ciclinas G1, que al unirse a CDK fosforilan Rb liberando E2F y permitiendo la duplicación del ADN
- la proteína SCF que degrada a p27 para que no inhiba al complejo ciclina G1-S/CDK
- E2F

La estimulación excesiva por mitógenos estimula la producción de la proteína inhibitoria p19ARG, que se une a Mdm2 inhibiéndola y evitando la degradación de p53. Por lo tanto, se detiene la proliferación.

- Datos: Q6019767